# ルードルフ・ボルヒャルト
ルードルフ・ボルヒャルト（Rudolf Borchardt 1877年6月9日 - 1945年1月10日）は、ドイツの詩人、著作家。
ケーニヒスベルク（現・カリーニングラード）生まれ。1904年以後大半をイタリアで過す。初めゲオルゲ派に属していたが、のち離脱した。ホーフマンスタールとは終生親交を保った。ヨーロッパの伝統の再興を目指し、古典的形式の詩を書いたが、物語『ヨーラムの書』（Buch Joram, 1907年）、エッセイ『ホーフマンスタールについて』（1905年）、『ビラ』（1908年）、『ピサ』（1938年）などがある。 

## 日本語訳
- 『ピサ ある帝国都市の孤独』小竹澄栄訳 みすず書房 1992年
- 『ダンテとヨーロッパ中世』小竹澄栄訳 みすず書房 1995年
- 『情熱の庭師』小竹澄栄訳 みすず書房 1997年